# БМВ iX
„БМВ iX“ (BMW iX) е модел електрически средни SUV (сегмент J) на германската компания „БМВ“, произвеждан в Динголфинг от 2021 година.
Конструиран е като вариант с електрическо задвижване на „БМВ X5“ G05, като използва модифициран вариант на същата платформа CLAR. Предлага се с два варианта на двойка синхронни електромотори, по един за двете оси.